# Bożena Kociołkowska
Bożena Kociołkowska (ur. 27 marca 1941 w Warszawie) – artystka baletu: tancerka, pedagog, choreograf. Od 1960 roku tancerka, a od 1962 roku solistka Państwowej Opery Warszawskiej, a potem Teatru Wielkiego w Warszawie, gdzie w latach 1967–1986 była pierwszą solistką.

## Życiorys

### Wykształcenie
W 1960 roku ukończyła Państwową Średnią Szkołę Baletową w Warszawie, w roku 1979 warszawską Państwową Wyższą Szkołę Muzyczną (Wydział Wychowania Muzycznego) w zakresie pedagogiki tańca, a w 1991 roku Podyplomowe Studium Obrotu Dziełami Sztuki Profesjonalnej na wydziale Handlu Zagranicznego Szkoły Głównej Handlowej w Warszawie.

### Debiut sceniczny
W niespełna rok po skończeniu szkoły baletowej (18 stycznia 1961) zadebiutowała na scenie Państwowej Opery Warszawskiej partią Odetty-Odylii w Jeziorze łabędzim Czajkowskiego w tradycyjnej wersji choreograficznej, zrealizowanej przez Natalię Konius i Aleksandra Sobola. Alicja Bońkowska pisała wówczas w dwutygodniku „Współczesność”: „Bez precedensu w powojennej historii naszego baletu jest przecież wypadek wystąpienia dziewiętnastoletniej absolwentki warszawskiej Szkoły Baletowej w arcytrudnej roli Odetty-Odylii w tradycyjnej wersji Jeziora łabędziego. Kociołkowska jest jedyną z tych tancerek, która to pokonała”.

### Kariera artystyczna
Po tym debiucie, w 1962 roku awansowała na stanowisko solistki baletu Opery Warszawskiej, a po przeniesieniu zespołu baletowego do odbudowanego Teatru Wielkiego, w 1967 roku została tam pierwszą solistką baletu. Podczas swojej kariery na scenie warszawskiej obejmowała wiele ról z repertuaru klasycznego i współczesnego, takich jak: Odetta-Odylia w Jeziorze łabędzim (w kolejnych inscenizacjach tradycyjnych z lat 1961, 1966 i 1973; po raz setny wykonała tę partię 21 grudnia 1977), Królowa Miedzianej Góry w Kamiennym kwiecie Prokofjewa w choreografii Aleksandra Tomskiego (1961), Dziewczyna w Czterech temperamentach Hindemitha w choreografii Françoise Adret (1962), Młynarka w Trójkątnym kapeluszu de Falli  w choreografii Françoise Adret (1962), Dziewczyna w Zaczarowanej oberży Szałowskiego w choreografii Witolda Grucy (1962), Eurydyka w Orfeuszu Strawińskiego  w choreografii Alfreda Rodriguesa(1963), Solistka w Święcie wiosny Strawińskiego w choreografii Alfreda Rodriguesa (1965), Panna Młoda w Harnasiach Szymanowskiego w choreografii Eugeniusza Paplińskiego (1966), Kitri w Don Kichocie Minkusa w choreografii Aleksieja Cziczinadzego (1967), Francesca we Francesce da Rimini Czajkowskiego w choreografii Aleksieja Cziczinadze (1968), Mirta w Giselle Adama w choreografii tradycyjnej (1968), Aegina w Spartakusie Chaczaturiana w choreografii Jewgienija Czangi (1968), Wróżka w Kopciuszku w choreografii Aleksieja Cziczinadzego (1969), rola tytułowa w Pannie Julii Rangströma w choreografii Birgit Cullberg (1975), Solistka (Mazurek D-dur) w Sylfidach  do muzyki Chopina w choreografii Michaiła Fokina (1975), pamiętna rola tytułowa w Fedrze Aurica w choreografii Serge'a Lifara (1978) oraz wiele innych.
Współpracowała w kraju lub za granicą z wieloma wybitnymi choreografami i pedagogami, takimi jak: Natalia Konius, Aleksiej Cziczinadze, Alicia Alonso, Serge Lifar, Birgit Cullberg, Asaf Messerer, Maja Plisiecka, Pierre Lacotte, Alberto Méndez, Alfred Rodrigues, Anton Dolin, Leon Wójcikowski, Witold Gruca i inni. Wszyscy oni w różnych latach mieli wpływ na ukształtowanie jej osobowości artystycznej i warsztatu pedagogicznego. Tańczyła z takimi tancerzami, jak: Henryk Giero, Zygmunt Jasman, Ryszard Krawucki, Feliks Malinowski, Zbigniew Strzałkowski, Janusz Smoliński, Stanisław Szymański, Wojciech Wiesiołłowski, Gerard Wilk, Kazimierz Wrzosek.
W latach 1964-1983 występowała prawie we wszystkich krajach Europy, a także w Stanach Zjednoczonych i na Kubie – brała udział w występach gościnnych baletu Teatru Wielkiego lub koncertowała w repertuarze estradowymi. Brała też udział w filmowych wersjach kilku baletów oraz w programach i spektaklach telewizyjnych, m.in. w Święcie wiosny, Orfeuszu i Eurydyce, Salmo gioioso, Claire de Lune. Otrzymała liczne stypendia zagraniczne, m.in.: Centre Intemational d'Art Choreographique w Paryżu, Polucca Schule w Dreźnie, Inter-Balet w Budapeszcie, International Ballet w Hawanie, Ruth Page Foundation w School of Dance w Chicago, Centro di Danza w Rzymie, Giordano Jazz Dance w Chicago.

### Wybrane recenzje
Przede wszystkim dwa widowiska nie schodzą z ust tych, którzy mniej więcej regularnie odwiedzają Filharmonię i Teatr Wielki. Dwa nazwiska dawno i dobrze zapamiętane, a jednak na nowo odkrywane. Bożena Kociołkowska i Arturo Moreira Lima. Kociołkowska tańczy główne role w Teatrze Wielkim od kilkunastu lat. Zawsze była podziwianą Odettą-Odylią w Jeziorze łabędzim czy niezastąpioną Mirtą w Giselle, nawet sam Lifar miał powiedzieć, że to najznakomitsza tancerka jaką widział w Polsce. Teraz po premierze baletów Sergiusza Lifara w Teatrze Wielkim publiczność przekonała się, że Kociołkowska jest też wybitną indywidualnością aktorską wśród tancerzy. W tytułowej roli Fedry tworzy postać, tworzy charakter, grę uczuć i myśli pełną psychologicznych niuansów, porywa siłą wyrazu. Jej Fedra jest ukoronowaniem takich sukcesów, jak groteskowa rola w Salmo gioioso, i jak głęboko psychologiczne potraktowanie roli w Pannie Julii.

Bożena Kociołkowska, młoda, ładna, bardzo zdolna balerina, występuje w najbardziej odpowiedzialnych rolach repertuaru sceny warszawskiej. Tańczyła z powodzeniem rolę Odetty-Odylii w Jeziorze łabędzim, kreowała postać Dziewczyny w balecie Cztery temperamenty, Młynarki w Trójkątnym kapeluszu i Eurydyki w balecie Orfeusz. Odznacza się dobrym opanowaniem techniki tańca klasycznego i pewnością wykonania. W roli Kitri w balecie Don Kichot nie tylko prześlicznie wyglądała, ale tańczyła z ogromnym wdziękiem, pokonywała trudności techniczne bez najmniejszego wysiłku. Tancerka nabywa jakiegoś spokoju, prostoty, dystynkcji, co w dziwny sposób upodabnia ją do typu tak świetnych balerin angielskich. Publiczność zawsze przyjmuje Bożenę Kociołkowską bardzo gorąco.

### Praca choreografa
W latach 1981–1996 zajmowała się także pracą choreograficzną. Opracowała choreografię do 35 spektakli muzycznych i dramatycznych, a także do baletów: Straussiada, Miscelanea, Czerwony Kapturek, zarówno w kraju, jak i za granicą (Niemcy, Jugosławia, Włochy).

### Po zejściu ze sceny
W latach 1992–1993 sprawowała funkcję kierownika baletu Baletu Państwowej Opery i Filharmonii Bałtyckiej, a w latach 1993–1994 baletu Teatru Wielkiego w Łodzi. W latach 1994–1995 była kierownikiem artystycznym Państwowej Szkoły Baletowej w Warszawie, a w latach 1998-2007 Ogólnokształcącej Szkoły Baletowej w Bytomiu (była dyrektorem ds. artystycznych do 2007 r. kiedy nastąpiła zmiana dyrekcji w wyniku wydarzeń związanych z samobójczą próbą ucznia gimnazjum). Sprawowała także funkcję dyrektora artystycznego i organizacyjnego I i II Festiwalu „Dance of the World” (Gdańsk,1991 i Warszawa, 1996) oraz I Polsko-Niemieckich Warsztatów Tańca Współczesnego „Taniec dla tolerancji” w Łodzi (1994). W 2003 r. była jurorem Międzynarodowego Konkursu Tańca w Brnie.
Od wielu lat zajmuje się działalnością pedagogiczną, zarówno w kraju, jak i za granicą. Była pedagogiem w Akademii Muzycznej w Warszawie (1980), nauczycielem w Państwowej Średniej Szkoły Baletowej w Warszawie (1993), baletmistrzem w Teatro dell' Opera w Rzymie (1981–1982), pedagogiem szkół baletowych we Włoszech, Niemczech, Francji, pedagogiem Internationales Tanzprojekt w Akwizgranie, Bielefeld i Bonn (1992), Internationale Tanzwerkstatt w Bonn (1993), podczas I Światowego Kongresu Tańca w San Francisco, gdzie była jednym z pomysłodawców i twórców (1993), w latach 1992–1994 podczas Międzynarodowych Warsztatów w Niemczech, Italii, USA. Jest pomysłodawczynią wielu przedsięwzięć propagujących taniec klasyczny i współczesny na terenie kraju i za granicą, do których należą Międzynarodowe Spotkania Młodych Tancerzy w Bytomiu, projekty: „Zatańcz i ty”, kierowany do młodzieży i „Młodzi tancerze w Europie”, konkursy tańca „Terpsychora”, konkurs choreograficzny młodych tancerzy w Bytomiu.
Zajmuje się również działalnością społeczną. W latach 1991–1994 była przewodniczącą Sekcji Baletu ZASP, w latach 1992–1998 członkiem Międzynarodowego Komitetu Sieci Tańca Artystycznego w Bonn, a w latach 1995–1999 przewodniczącą Sekcji Choreografii ZAiKS. Była inicjatorską powstania rzeźby „W hołdzie polskim artystom baletu” odsłoniętej w 2016 przed gmachem Teatru Wielkiego w Warszawie.
Weszła w skład Komitetu Obywatelskiego popierającego Karola Nawrockiego w wyborach prezydenckich w 2025.

## Nagrody i odznaczenia
Źródło:
- Złoty Krzyż Zasługi (1979)
- Złota odznaka honorowa „Za zasługi dla Warszawy” (1979, 1980)
- Krzyż Kawalerski Orderu Odrodzenia Polski (1986)
- Odznaka „Zasłużony Działacz Kultury” (1989)
- Nagroda indywidualna I Stopnia Centrum Edukacji Artystycznej (2001)
- Nagroda „Muza 2003” w dziedzinie kultury
- Srebrny medal Zasłużony Kulturze „Gloria Artis” w dziedzinie: szkolnictwo artystyczne (2006)
- Statuetka „Terpsychora” ZASP-u dla najwybitniejszych artystów (2006)
- Nagroda Specjalna za Zasługi dla Kultury Polskiej Ministerstwa Kultury i Dziedzictwa Narodowego (2006)
- Dyplom Uznania Ministerstwa Kultury i Dziedzictwa Narodowego za pracę pedagogiczną (2006)
- Medal 750-lecia Bytomia za zasługi dla bytomskiej kultury (2006)
- Nagroda im. Witolda Hulewicza (2020)[8]
- Złoty medal Zasłużony Kulturze „Gloria Artis” w dziedzinie: taniec/balet (2021)[9]